# Тіченго
Тіченго, Тіченґо (італ. Ticengo) — муніципалітет в Італії, у регіоні Ломбардія,  провінція Кремона.
Тіченго розташоване на відстані близько 450 км на північний захід від Рима, 55 км на схід від Мілана, 31 км на північний захід від Кремони.
Населення — 445 осіб (2014).
Щорічний фестиваль відбувається 30 листопада. Покровитель — Андрій Первозваний.

## Демографія
Населення за роками:

Станом на 1 січня 2023 року в муніципалітеті офіційно проживали 24 іноземці з 5 країн, серед них 1 громадянин України.

## Сусідні муніципалітети
- Казалетто-ді-Сопра
- Куміньяно-суль-Навільйо
- Романенго
- Сальвірола
- Сончино